# Меніл (присілок)
Мені́л (рос. Менил) — присілок в Ігринському районі Удмуртії, Росія.

## Населення
Населення — 28 осіб (2010; 40 в 2002).
Національний склад станом на 2002 рік:
- удмурти — 92 %

## Урбаноніми[3]
- вулиці — Джерельна